# Mars Pathfinder
A Mars Pathfinder a Discovery-program második küldetése, és a Mars-kutatás egyik legsikeresebb űrszondája. Az űrszondát 1996. december 4-én indították Cape Canaveralből Delta II hordozórakétával. Magával vitte a Mars felszínére a Sojourner (=jövevény)  nevű kis marsautót.
A huszonnégy nagy ballonban 1997. július 4-én leérkező űrszonda épségben túlélte a talajtérést. A ballonokból kiengedték a gázt, kinyitották a három napelemszárnyat és az üzembe helyezett IMP sztereókamera elkészítette az első panoráma-felvételt. Nemcsak a leszállóegység, hanem a Sojourner marsautó is jól bírta a leszállást, majd – némi bonyodalmak után – legördült a marsi talajra, megkezdhette a kiválasztott kövek részletes vizsgálatát. A leszálló egységgel három hónap után szűnt meg a kapcsolat.
A Mars Pathfinder űrszondát a NASA Jet Propulsion Laboratory-ban fejlesztették ki.

Panorámafelvétel a Mars Pathfinder landolási helyének környékéről

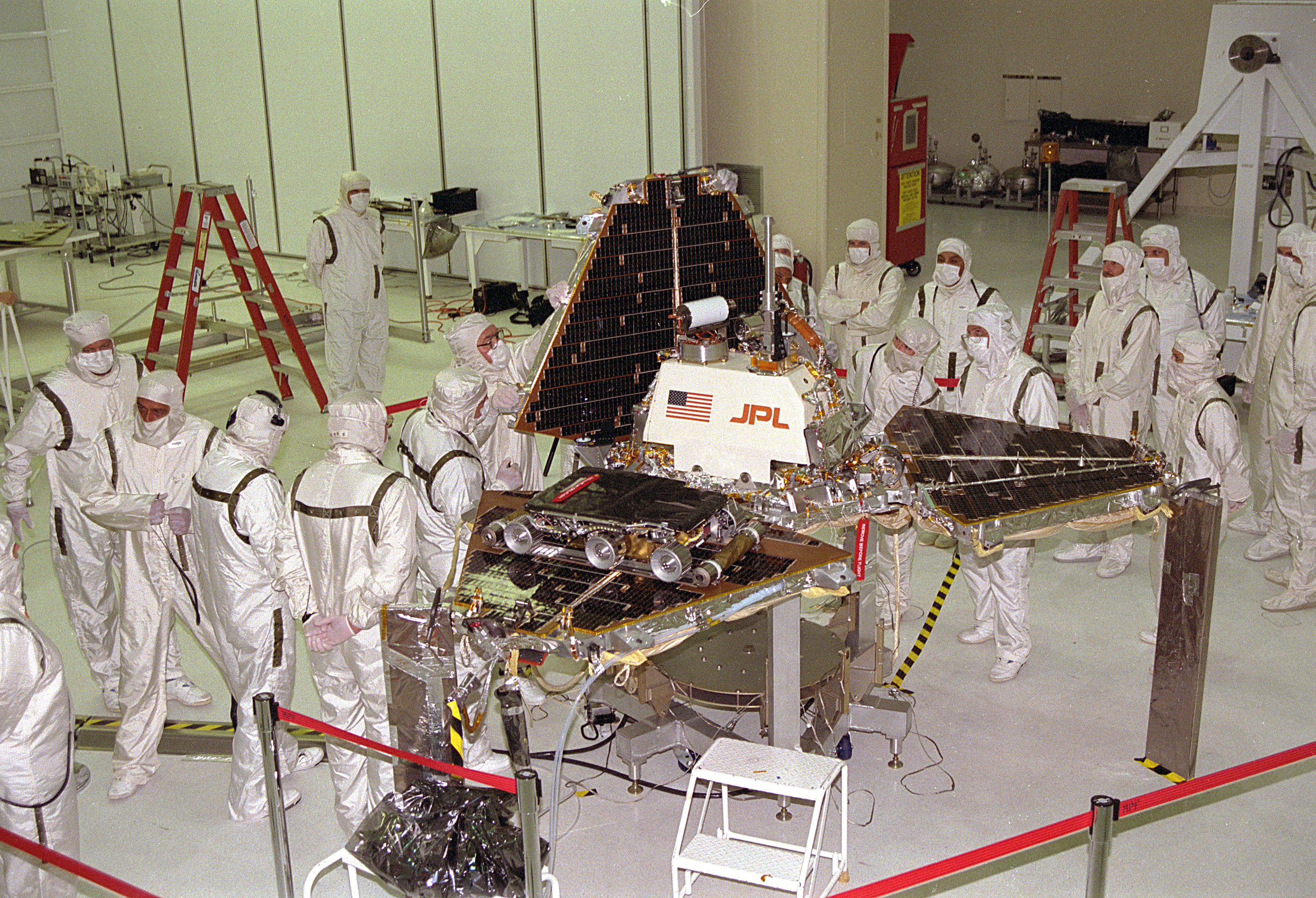
A Mars Pathfinder a szerelőpadon

## Külső hivatkozások
- Mars Pathfinder (JPL)